# Río Çoruh
El río Çoruh (en turco: Çoruh) o río Chorokhi (en armenio: Ճորոխ, Tchorokh; en georgiano: ჭოროხი, Tch'orokhi; en griego: Άκαμψις, Akampsis) es un río costero caucásico del mar Negro que nace y discurre en su mayor parte por Turquía y desemboca a través de Georgia. Tiene una longitud de 438 km —solo 26 km en Georgia— y drena una cuenca de 22 100 km², similar a países como El Salvador (149.º) o Israel (150.º).

## Historia
En la obra de Flavio Arriano Periplus Ponti Euxini, se le llama Άκαμψις Acampsis; Plinio el Viejo puede haberlo confundido con el Bathys. En inglés, fue anteriormente conocido como el Boas, el Churuk, o el Chorokh.

## Geografía

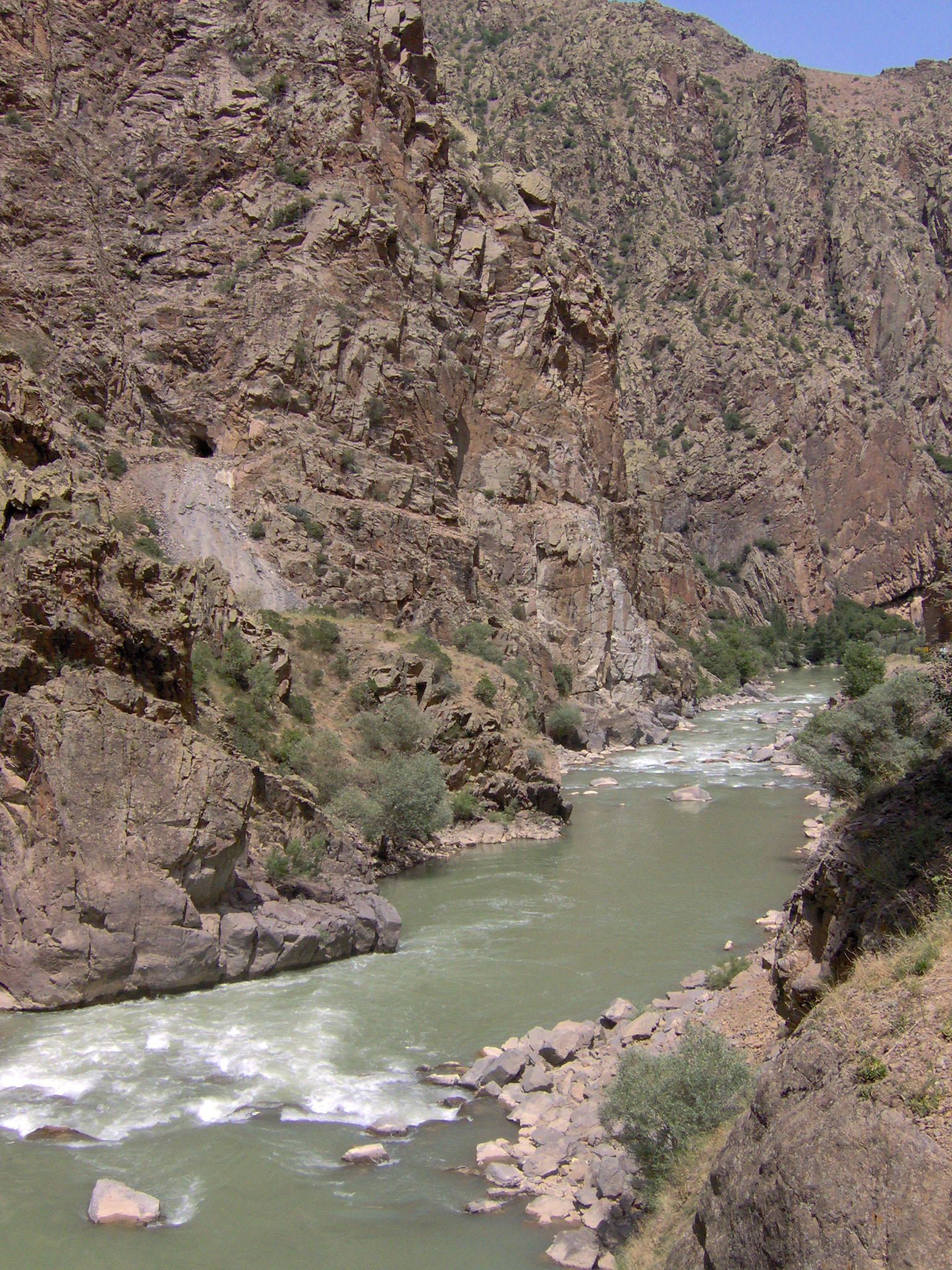
El Çoruh en una garganta

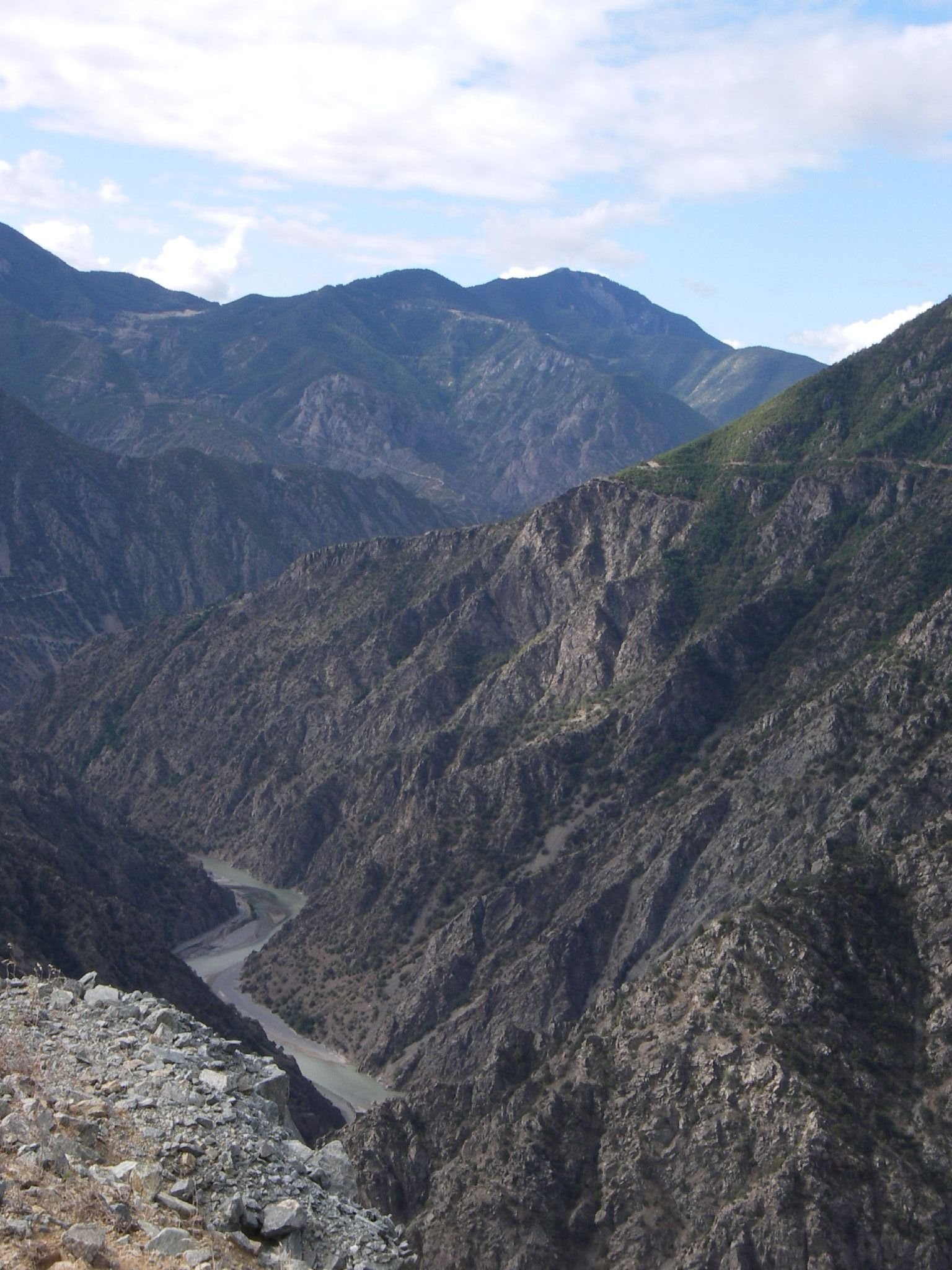
El Çoruh entre Yusufeli y Artvin.

El río Çoruh nace en los montes Mescit, en la provincia de Bayburt del noreste de Turquía, de la confluencia de los ríos Pulur Deresi y Sakızlı Deresi, que tienen sus fuentes a más de 2200 m. El río se dirige desde el primer momento en dirección oeste, discurriendo a lo largo de la falla Kelkit-Çoruh, que discurre E-O casi paralela a la línea de costa en el mar Negro a una distancia de 50−100 km.
El Çoruh pasa pronto cerca de la capital provincial, Bayburt (35 947 hab. en 2012), localizada a orillas de uno de sus principales afluentes, el río Yıldırım. Discurre en este tramo entre abruptas y rocosas gargantas, alcanzado enseguida las pequeñas localidades de Arslandede y Çakırbağ. Luego entra en la provincia de Erzurum, pasando por Laleli, Kirazlı e Ispir (6570 hab.). El río vira cada vez más hacia el NO, y tras dejar atrás las pequeñas localidades de Öztoprak y Bahçeli, entra en un área protegida. Pasa después a la provincia de Artvin, donde llega a Tekkale y Yusufeli (6856 hab.), para entrar nuevamente en otra área protegida. En esa zona protegida pasa por Sebzeciler y Demirkent Bucağı y luego, ya claramente en dirección norte, llega a Artvin (25 771 hab.), la capital provincial. Sigue por Adagül, Borçka y Çavuşlu y llega después a la frontera con Georgia.
Tras un pequeño tramo (menos de 3 km) en que su curso es fronterizo, el Çoruh entra finalmente en Georgia, donde es conocido como río Chorokhi, en la República Autónoma de Ayaria. Desemboca en el mar Negro a unos pocos kilómetros al norte de la frontera turco-georgiana, justo al sur de la ciudad de Batumi (154 100 hab. en 2015), la capital regional.

## Biodiversidad
El valle del Çoruh se encuentra dentro de la zona ecológica del Cáucaso, que es considerada por el Fondo Mundial para la Naturaleza y por Conservación Internacional como un tesoro de biodiversidad. El valle del Çoruh es reconocido por las organizaciones conservacionistas turcas como un área importante para las plantas, un área importante para las aves, un área clave de biodiversidad y ha sido nominada como una zona de alta prioridad para la protección. Este valle es rico en plantas y tiene 104 especies de plantas amenazadas a nivel nacional de las cuales 67 son endémicas de Turquía.

## Usos recreativos

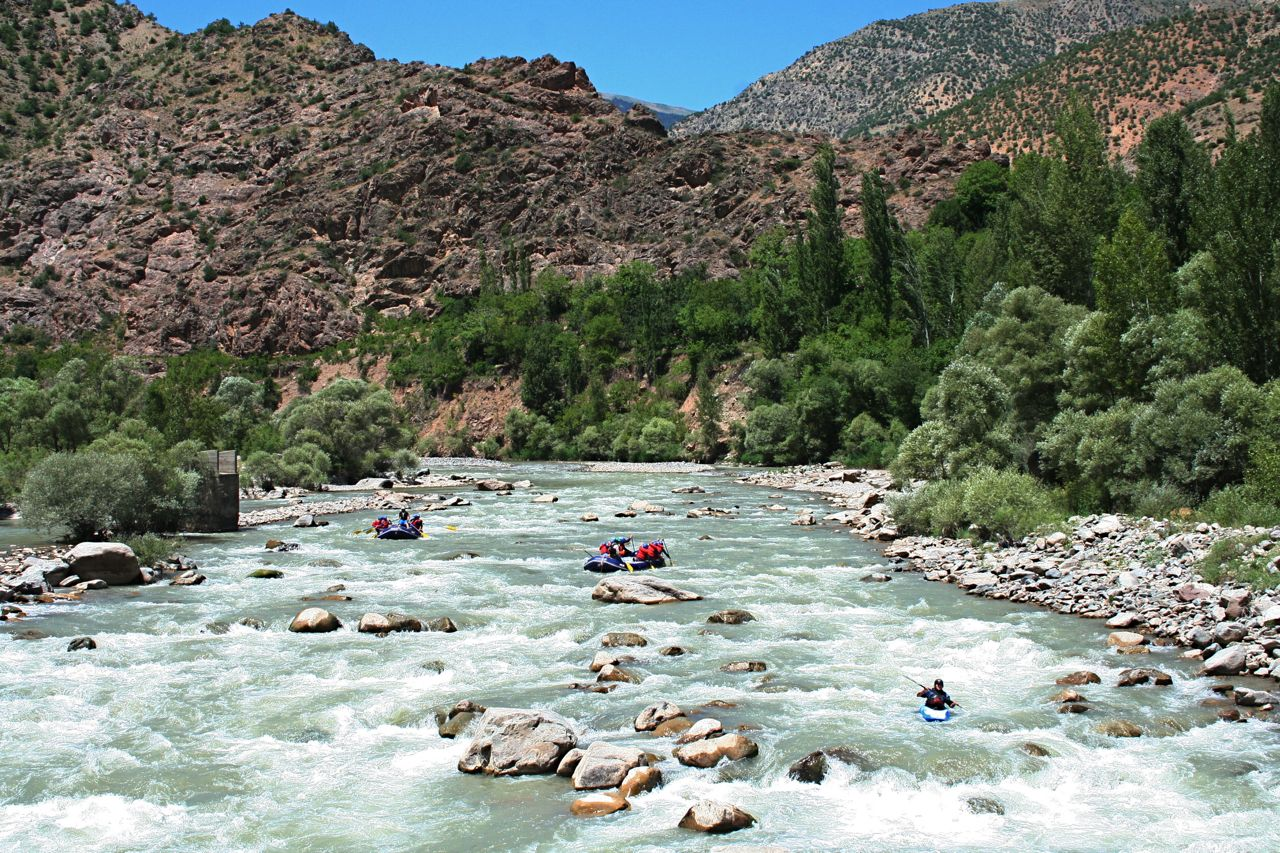
Balsismo en el Çoruh aguas arriba de Yusufeli

El río Çoruh se ha considerado «una gema del eco-turismo» y «último río salvaje que resta en Turquía», y está siendo promovido para la práctica de las aguas bravas en kayak por el Proyecto de Desarrollo Turístico de Anatolia Oriental. Atrae a kayakistas y rafters de todo el mundo y fue el lugar de la competición de kayak Coruh Extreme 2005.

## Presas

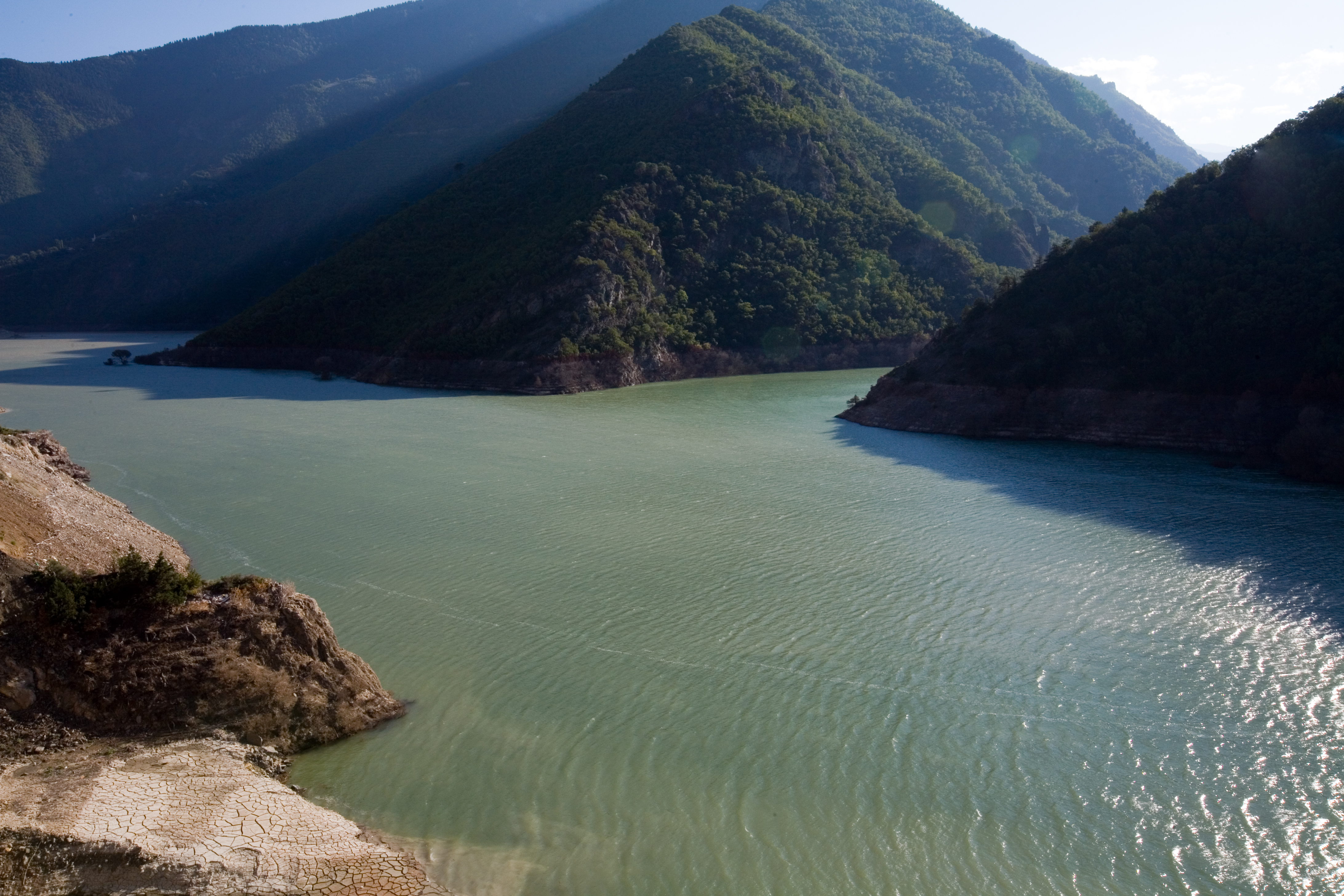
Embalse de Borçka (provincia de Artvin)

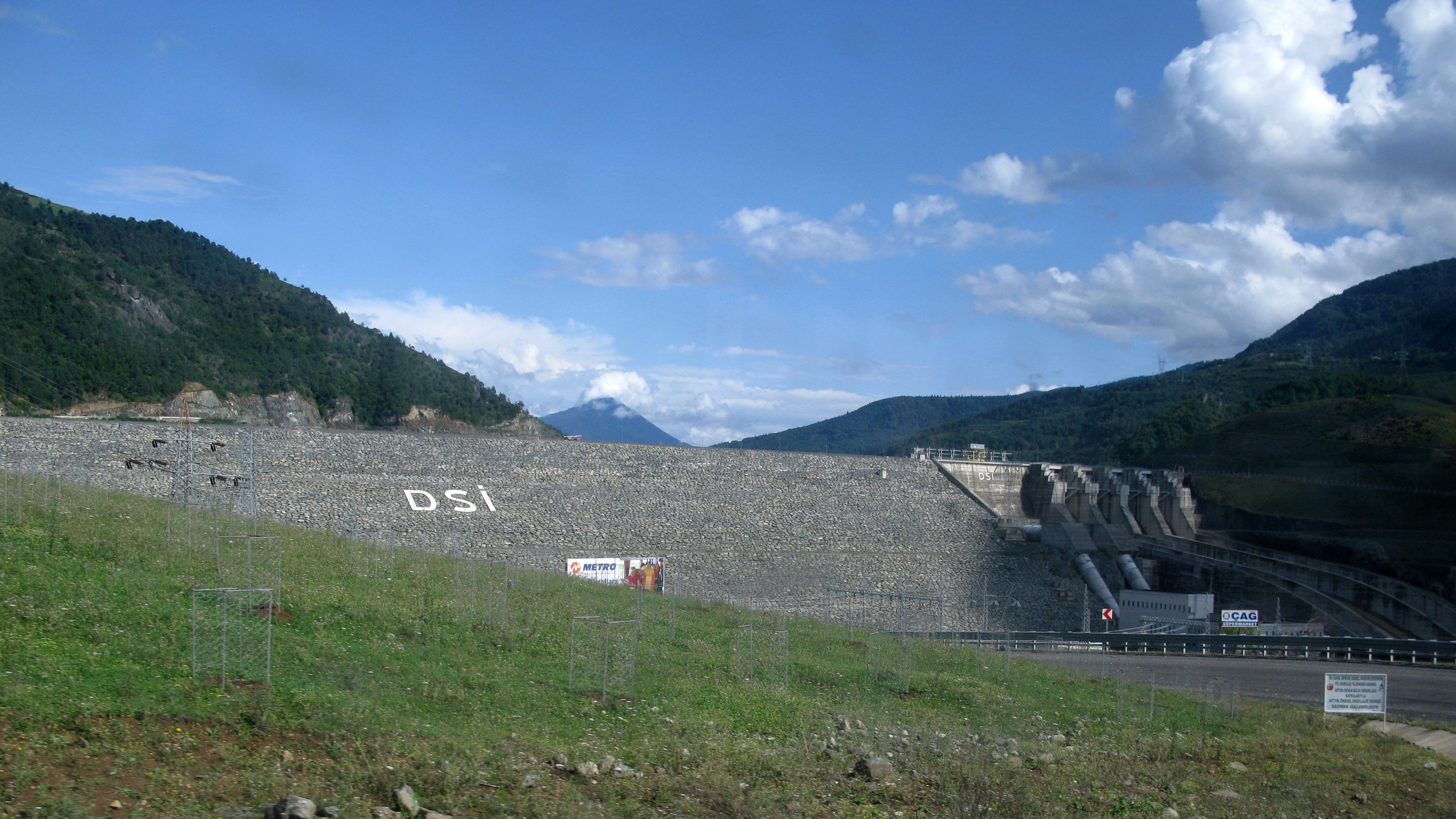
Vista de la presa de Borçka

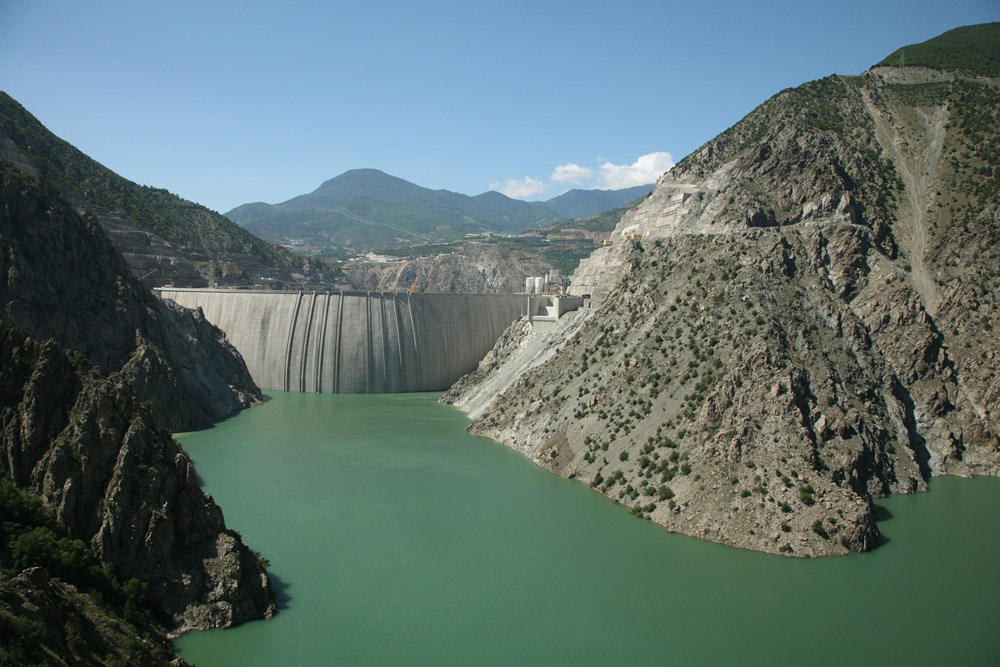
Trasera de la presa de Deriner

El Plan de Desarrollo Río Çoruh, tiene previsto construir un total de 15 grandes presas hidroeléctricas —se han propuesto un total de 27 para toda la cuenca— de las que se han completado cinco (Borcka, Deriner, Güllübağ, Murtli y Tortum) y otras cinco están en construcción.
| Presa               | Fase                                                                |
| ------------------- | ------------------------------------------------------------------- |
| Presa de Tortum     | Operativa – río Tortum (afluente del Çoruh) River (Çoruh tributary) |
| Presa de Muratli    | Operativa                                                           |
| Presa de Borçka     | Operativa                                                           |
| Presa de Deriner    | Operativa                                                           |
| Presa de Olur       | Planeada                                                            |
| Presa de Bağlık     | Planeada– río Berta (afluente del Çoruh)                            |
| Presa de Bayram     | Planeada– río Berta (afluente del Çoruh)                            |
| Presa de Artvin     | En construcción                                                     |
| Presa de Yusufeli   | En construcción                                                     |
| Presa de Altiparmak | Planeada– río Barhal (afluente del Çoruh)                           |
| Presa de Ayvali     | Planeada– río Oltu (afluente del Çoruh)                             |
| Presa de Olur       | Planeada– río Oltu (afluente del Çoruh)                             |
| Presa de Arkun      | En construcción                                                     |
| Presa de Aksu       | Preliminary construction                                            |
| Presa de Güllübağ   | Operativa                                                           |
| Presa de İspir      | Planeada                                                            |
| Presa de Laleli     | En construcción                                                     |